# 546 Herodias
546 Herodias este un asteroid din centura principală, descoperit pe 10 octombrie 1904, de Paul Götz.